# Хенри Келси
Хенри Келси (енгл. Henry Kelsey; рођен око 1667. у Гриничу у Енглеској, умро 1. новембра 1724. у Гриничу) је био енглески морепловац, истраживач и трговац крзнима који је одиграо важну улогу у формирању трговачке Компаније Хадсоновог залива у Канади. 
Келси је био први европски истраживач који је детаљније истраживао подручје данашње канадске прерије, поебно на територијама провинције Саскачеван, и делимично провинције Алберта. 

## Истраживања
По налогу Компаније Хадсоновог залива Келси је 1864. отишао за Канаду, а основни циљ мисије је било истраживање природних потенцијала у до тада слабо истраженим преријским деловима Канаде. Као почетна база служило је утврђење Јорк Фектори које се налазило на ушћу реке Нелсон у Хадсонов залив (данас у провинцији Манитоба). 
Прва значајнија истраживања унутрашњости Канаде започела су у зиму 1689. и трајала до 1692. године. Претпоставља се да је током те експедиције Келси путујући долинама река Нелсон, Саскачеван и Јужни Саскачеван стигао све до данашњег града Саскатуна.
У наредне три деценије предводио је више истраживачких мисија по северној Канади. Године 1717. постаје гувернер колоније Јорк Фектори, а већ следеће године и гувернер свих насеља на обалама Хадсоновог залива. У два наврата (1719. и 1721) организовао је експедиције усмерене ка канадском арктику где је истраживао локално Инуитско становништво, али и потенцијална рудна богатства (посебно залихе бакра).
Године 1722. вратио се у Енглеску где је и умро 2. новембра 1724. године. Сахрањен је у родном Гриничу.
Током бројних истраживања Келси је посебну пажњу посвећивао градњи добрих односа са локалним домородачким становништвом, настојећи да унапреди трговачку делатност са КХЗ, а посебно у сфери трговине крзнима.
Саскачевански институт за примењену науку и технологију у Саскатуну данас носи његово име.